# ۱۱۱۳ (قمری)
۱۱۱۳ (قمری)، هزار و صد و سیزدهمین سال در گاهشماری هجری قمری است. اول محرم این سال برابر با هشتم ژوئن سال ۱۷۰۱ میلادی است.